# Alexander Balloch Grosart
Alexander Balloch Grosart, född den 18 juni 1827, död den 16 mars 1899, var en skotsk litteraturkännare och utgivare.
Grosart tjänstgjorde 1856-92 i Kinross, Liverpool och Blackburn som presbyteriansk prästman. Han började 1851 ge ut sällsynta gamla tryck, först mest teologiska skrifter, men från 1868 skönlitterära, mest från Elisabets och Jakob I:s tid. 
Bland av Grosart utgivna samlingar märks "Fuller worthies library" (39 band, 1868-76, innehållande arbeten av Fuller, Greville, Marvell, Crashaw, Donne med flera), "Occasional issues of unique and very rare books" (38 band, 1875-81), "Chertsey worthies library" (14 band, 1876-81; arbeten av Cowley, Quarles, Vaughan, Beaumont med flera) och "Huth library" (33 band, 1886; arbeten av Greene, Nash, Dekker och Harvey). 
Grosart utgav även Spensers "Works" (10 band, 1880-88) och Daniels "Works" (5 bd, 1896). Den originelle bibliofilens verksamhet är skildrad av O. Smeaton i "Westminster review", 1899.